# Сигтюна
Сигтюна (на шведски: Sigtuna) е град в лен Стокхолм, източната част на централна Швеция, община Сигтюна. Намира се на около 35 km на северозапад от централната част на столицата Стокхолм. Основан е през 980 г. Населението на града е 8444 жители според данни от преброяването през 2010 г.

## Побратимени градове
- Раквере, Естония